# Salpovci
Salpovci (Salpida, Hemimyaria) jsou jedním ze tří řádů salp (Thaliacea). Salpovci zahrnují jedinou čeleď salpovití (Salpidae). Vyskytují se v mořích celého světa.

## Taxonomie
řád obsahuje jen jednu čeleď:
- čeleď salpovití:
  - rod Brooksia (Metcalf, 1918)
  - rod Cyclosalpa (de Blainville, 1816)
  - rod Iasis (Metcalf, 1918)
  - rod Ihlea (Metcalf, 1918)
  - rod Pegea (Savigny, 1816)
  - rod Salpa (Forsskal, 1775) - salpa
  - rod Thalia (Forsskal, 1775)
  - rod Thetys (Tilesius, 1802)